# Anacroneuria toni
Anacroneuria toni és una espècie d'insecte plecòpter pertanyent a la família dels pèrlids.

## Hàbitat
En el seu estadi immadur és aquàtic i viu a l'aigua dolça, mentre que com a adult és terrestre i volador.

## Distribució geogràfica
S'hi troba a Sud-amèrica: Colòmbia.